# هاري فينتر (مغني)
هاري فينتر (بالألمانية: Horst Winter)‏ هو موزع ومغني نمساوي، ولد في 24 سبتمبر 1914 في بيطوم في بولندا، وتوفي في 3 ديسمبر 2001 في فيينا في النمسا.

## وصلات خارجية
- هاري فينتر على موقع IMDb (الإنجليزية)
- هاري فينتر على موقع ميوزك برينز (الإنجليزية)
- هاري فينتر على موقع ميوزك برينز (الإنجليزية)
- هاري فينتر على موقع أول ميوزيك (الإنجليزية)
- هاري فينتر على موقع ديسكوغز (الإنجليزية)
- هاري فينتر على موقع كينوبويسك (الروسية)